# 科部
科部，大理国设置的行政区划。
治所在今四川省宁南县。元朝至元九年（1272年），改为千户，二十六年降为阔州。